# Christoph Müller (Verleger)
Christoph Müller (* 9. August 1938 in Stuttgart; † 17. September 2024 in Berlin) war ein deutscher Verleger, Kunstsammler und Mäzen. Von 1969 bis 2004 prägte er in der Nachfolge seines Vaters als Chefredakteur über 35 Jahre hinweg die 1945 gegründete südwestdeutsche Tageszeitung Schwäbisches Tagblatt.

## Leben
Christoph Müller stammte aus einer Verlegerfamilie; sein Vater Ernst Müller (1900–1976) war ab 1946 Mitherausgeber und bis 1969 Chefredakteur der Tageszeitung Schwäbisches Tagblatt in Tübingen.
Christoph Müller wuchs in Stuttgart auf. 1961 wurde er Volontär und anschließend Lokalredakteur beim (West-)Berliner Tagesspiegel. Sein spezielles Fachgebiet waren Kritiken in der Ulmer Südwest Presse über Theater und Bildende Kunst.
1969 trat er – zurück in Tübingen – die Nachfolge seines Vaters als Chefredakteur und Miteigentümer des Schwäbischen Tagblatts an. Er baute die Redaktion aus und machte das Tagblatt zu einer bekannten unkonventionellen Lokal- und Regionalzeitung in der Region Neckar-Alb. Die von ihm geförderte tendenziell linksliberal bis linke Prägung war für eine baden-württembergische Zeitung mit regional und bundeslandbezogen mehrheitlich konservativ geprägtem Umfeld (auch Presseumfeld) ungewöhnlich. So wurde/wird das Tagblatt umgangssprachlich mit assoziativem Bezug auf den durch Tübingen fließenden Neckar und die bekannteste sowjetische Tageszeitung – von Anhängern ironisch provokant, von Gegnern abwertend gemeint – gelegentlich als „Neckar-Prawda“ bezeichnet.
2004 verkaufte er seine Anteile an der Zeitung und zog nach Berlin. Daneben lebte Müller in Sassnitz auf Rügen, wo er seinen Hauptwohnsitz hatte.
Müllers Lebenspartner war der Bühnen- und Kostümbildner und Regisseur Axel Manthey (1945–1995).
Am 14. Januar 2019 wurde Christoph Müller von Ministerpräsidentin Manuela Schwesig auf ihrem Neujahrsempfang in Neubrandenburg der Verdienstorden des Landes Mecklenburg-Vorpommern verliehen für seine Verdienste um die Kunst- und Kulturlandschaft. Am 22. Oktober 2019 erhielt er für seine 35 Jahre als Tagblatt-Chef die Uhland-Plakette aus der Hand des Tübinger Oberbürgermeisters Boris Palmer. Im September 2019 wurde Müller die Maecenas-Ehrung 2019 zuerkannt, die er am 18. November 2019 bei einem Festakt in der Akademie der Künste in Berlin erhielt. Der Arbeitskreis selbständiger Kultur-Institute e. V. – AsKI würdigte damit die Schenkung seiner Kunstsammlungen an Museen unter anderem in Berlin, Köln, Schwerin und Güstrow.

## Sammlung und Schenkungen
Christoph Müller baute über Jahre eine bedeutende Sammlung an Gemälden und grafischen Arbeiten auf. Durch verschiedene Schenkungen machte er sie öffentlich zugänglich:
- Im Sommer 2007 schenkte er 240 Zeichnungen von holländischen und flämischen Meistern des 17. und 18. Jahrhunderts sowie 130 grafische Blätter und Grafikserien des 16. und 17. Jahrhunderts dem Kupferstichkabinett Berlin[8]
- 2013 schenkte er dem Staatlichen Museum Schwerin seine umfangreiche Sammlung niederländischer Malerei des 16. bis 18. Jahrhunderts. Die 155 flämischen und holländischen Gemälde waren „die wohl größte Schenkung von Altmeistergemälden, die ein deutsches Museum nach dem Zweiten Weltkrieg“ erhalten hat.[9] Hinzu kamen sechs Landschaftszeichnungen von Nicolaas Wicart.

- Anfang April 2016 schenkte er 375 Werke (152 Gemälde, 172 Zeichnungen und 50 Grafiken) dänischer Kunst aus dem 19. und 20. Jahrhundert ebenfalls dem Staatlichen Museum Schwerin, das die Werke dem Pommerschen Landesmuseum in Greifswald als Dauerleihgabe zur Verfügung stellt.[10]

## Max-J.-Friedländer-Preis
2014 stiftete Christoph Müller zur Erinnerung an den Kunsthistoriker Max J. Friedländer den Max-J.-Friedländer-Preis. Er wird zunächst fünf Mal alle zwei Jahre vergeben und ist mit 15.000 Euro dotiert. Das Kupferstichkabinett – Staatliche Museen zu Berlin hat ihn erstmals am 5. Juni 2014, dem Geburtstag Friedländers, an den Schriftsteller Simon Elson verliehen. 2016 ging der Preis an Florian Illies, 2023 an Stephan Kemperdick.

### Festschrift
- Eckart Frahm (Hrsg.): Die sieben Sinne des Journalisten: Christoph Müller zum 60sten. Verlag Schwäbisches Tagblatt, Tübingen 1998.

### Kataloge
- Holm Bevers, Ulf Sölter (Hrsg.): Niederländische Zeichnungen und Druckgraphik der Sammlung Christoph Müller im Berliner Kupferstichkabinett: kritisches Bestandsverzeichnis. [wird begleitet von der Ausstellung Erfundene Wirklichkeit. Niederländische Zeichnungen und Druckgraphik der Sammlung Christoph Müller im Berliner Kupferstichkabinett, Kupferstichkabinett, Staatliche Museen zu Berlin, Kulturforum, Potsdamer Platz, 27. Juni – 19. Oktober 2008] G-+-H-Verlag, Berlin 2008, ISBN 978-3-940939-05-0.
- Dirk Blübaum, Gero Seelig (Hrsg.): Kosmos der Niederländer: die Sammlung Christoph Müller. Bestandskatalog Staatliches Museum Schwerin; anlässlich der Übergabe der Schenkung und zur Ausstellung der Sammlung Christoph Müller im Staatlichen Museum Schwerin vom 11. Oktober 2013 bis zum 16. Februar 2014 und im Augustinermuseum in Freiburg vom 29. November 2014 bis zum 12. April 2015, Imhof, Petersberg 2013, ISBN 978-3-86568-958-0.
- Angelika Wesenberg (Hrsg.): Kopenhagener Malerschule: Bilder und Studien aus der Nationalgalerie und der Sammlung Christoph Müller. Nicolai, Berlin 2016, ISBN 978-3-89479-949-6.
- Pommersches Landesmuseum (Hrsg.): Die Dänen! Schenkung Christoph Müller. Pommersches Landesmuseum, Greifswald 2018, ISBN 978-3-00-058930-0.
- Nico Anklam, Christel Bair, Birte Frenssen, Kilian Heck (Hrsg.): 150 Jahre dänische Kunst. Schenkung Christoph Müller, Greifswald 2021. ISBN 978-3-95498-613-2